# Дражин Врът
Дражин Врът (на сръбски: Дражин Врт) е село в Черна гора, разположено в община Котор. Населението му според преброяването през 2011 г. е 64 души.

## Население
Численост на населението според преброяванията през годините:
- 1948 – 127 души
- 1953 – 117 души
- 1961 – 94 души
- 1971 – 64 души
- 1981 – 21 души
- 1991 – 58 души
- 2003 – 59 души
- 2011 – 64 души